# Jandek
Jandek es el proyecto musical de un músico anónimo estadounidense con base en Houston, Texas. Desde 1978, Jandek ha publicado por su cuenta más de 70 álbumes de estudio. Su música tiene sus raíces en el blues y el folk, con una atmósfera que tiende a ser oscura y melancólica, un sonido atonal y estructuras poco convencionales.
Jandek ha dado sólo dos entrevistas durante toda su carrera, y no se posee mucha información del proyecto, por lo que el nombre "Jandek" se utiliza habitualmente para referirse sin distinción tanto al proyecto como al músico detrás de él.

## Identidad
Ciertamente, en la historia de Jandek se marca un antes y un después en el momento en que el músico comienza a presentarse en vivo. Antes de eso, pocos habían podido contactar con éxito a Jandek. El modo más cercano de comunicarse con él era, en ese entonces, a través del sello del propio músico, Corwood Industries, por medio del cual el artista había lanzado todos sus álbumes. Una casilla postal hacía posible esa comunicación, la cual se limitaba al envío del catálogo de la disquera y la opción de ordenar por correo sus discos, usualmente a bajos precios. Actualmente ese canal de comunicación sigue abierto, pero el misterio de la identidad de Jandek disminuyó con las presentaciones en vivo del músico.
En las portadas de sus discos suelen aparecer fotografías de un mismo hombre a distintas edades. En los años anteriores a su debut sobre los escenarios, se sospechaba que ese hombre era el músico detrás de Jandek, lo que sería comprobado con la primera aparición en vivo del artista.
Actualmente, y pese a que nunca se ha confirmado de forma oficial, se asume generalmente que el nombre real de Jandek es Sterling Smith, y que probablemente nació el 26 de octubre de 1945. El origen de esta noción viene de distintas fuentes. En primer lugar, en la primera aparición de Jandek en los medios –una reseña de su álbum debut, Ready for the House, en la revista OP– se hace referencia al músico con el nombre Sterling Smith. Por otra parte, los cheques girados a Corwood son endosados por Smith. Otra posible prueba es el hecho de que un tal Sterling Smith es el titular de los derechos de autor de los álbumes de Jandek en los registros de la Biblioteca del Congreso de Estados Unidos. Finalmente, en la guía telefónica del área de Houston el número de teléfono de Corwood Industries es el mismo que el de la Sterling Smith Corporation, aparentemente una compañía corredora de seguros.
Pese a esta evidencia, Corwood nunca conecta el nombre de Smith con el de Jandek, y muchos de los fanáticos de Jandek respetan la distinción que se hace entre el proyecto y el hombre detrás de él.
Se cree que Jandek vive en el área de Houston, Texas, lugar donde se ubica la casilla postal N.º 15375, utilizada por Corwood Industries desde sus comienzos.

## Historia personal
Smith ha mantenido su historia personal como un misterio, revelando muy poca información sobre su vida previa a Jandek. Como anécdota, se sabe que escribió siete novelas, pero que las quemó al ser rechazadas por editores neoyorquinos. Se especula que Smith creció o vivió alguna vez en Providence, Rhode Island, a partir de las numerosas referencias al estado de Rhode Island y al pueblo de Point Judith en canciones de sus primeros álbumes. También se piensa que ha viajado mucho, ya que varias portadas de sus discos muestran lugares identificados fuera de Estados Unidos –suponiendo que dichas fotografías fueron tomadas por él.
En una de sus dos entrevistas conocidas –específicamente, la realizada en 1985 por John Trubee para la revista Spin–, Smith mencionó que en los primeros días de Jandek trabajaba como mecánico.

## Música
Pese a que el primer álbum de Jandek, Ready for the House, consistía de forma evidente en un trabajo solista, originalmente fue acreditado a una banda llamada The Units. En su entrevista para la primera edición de Spin, Sterling Smith explicó que fue forzado a cambiar dicho nombre por una banda californiana que ya lo había registrado. Todas las reediciones de este primer álbum y todo el resto de los lanzamientos de Corwood Industries han sido acreditados a Jandek, denominación que se le ocurrió a Smith, según cuenta en la entrevista ya mencionada, mientras hablaba por teléfono con una persona llamada Decker durante el mes de enero (January, en inglés).
El uso de un nombre de banda en plural por parte de Smith, sumado a la curiosa tendencia de Corwood de referirse a Jandek como "un representante de Corwood Industries", ha llevado a algunos fanáticos a suponer que el músico pretendía que su música fuera percibida como obra de un colectivo anónimo, en lugar de una sola persona. Y, de hecho, pese a que aproximadamente dos tercios de sus grabaciones son trabajos solistas, en el tercio restante Jandek ha incorporado vocalistas femeninas y varios vocalistas masculinos, además de la inclusión de instrumentos como bajo, guitarra eléctrica, batería y acordeón, usualmente acreditados a colaboradores externos. Sin embargo, tanto en su entrevista con Spin como en una carta al DJ Irwin Chusid, el artista admitió haber grabado pistas adicionales él mismo en ciertas ocasiones, como, por ejemplo, en el álbum The Rocks Crumble. En esta materia existe la dificultad de que en ningún álbum de Jandek han aparecido créditos, debiendo recurrirse a títulos de canciones como "Nancy Sings" ("Nancy canta") y "John Plays Drums" ("John toca batería") para dilucidar la participación de terceros en sus grabaciones.
Una teoría temprana postulaba que toda la música de Jandek había sido grabada en una sola fase –febril y, posiblemente, maniaca– y que luego de 19 álbumes los lanzamientos se detendrían. En la época esto pareció ganar cierta validez, cuando fue lanzado su vigésimo primer álbum, Lost Cause, el cual terminaba con una larga pieza llamada "The Electric End" ("El final eléctrico"), una disparatada canción instrumental con gritos, guitarra eléctrica y acoples de micrófono. Sin embargo, esto pareció ser simplemente el fin de su "primera fase con banda".
En 1993 aparecería el vigesimosegundo disco de Jandek, Twelfth Apostle, el cual marcó un regreso al sonido acústico característico de los primeros seis álbumes del músico, a los que usualmente se refiere como "la primera fase acústica". Esta tendencia estaría presente en siete discos, hasta que en 1999 fue lanzado The Beginning, que incluía una larga canción instrumental en piano. Esto marcó el comienzo del período más controversial en la discografía de Corwood, que lanzaría a continuación tres álbumes de voz sin acompañamiento: Put My Dream on This Planet, This Narrow Road y Worthless Recluse. Las nuevas "canciones de spoken word" –aparentemente registradas en una grabadora activada por voz– duraban, en algunos casos, hasta media hora, y pusieron a prueba hasta a los seguidores más devotos de Jandek.
Sin embargo, luego de esta trilogía el rumbo cambiaría nuevamente em I Threw You Away, con un retorno al formato de voz y guitarra, con armónicas ocasionales, aunque con ciertos detalles. La guitarra empezó a ser habitualmente eléctrica en lugar de acústica, y la voz comenzó a sonar decididamente más vieja que en los álbumes previos. Los discos que lo siguieron continuaron con este esquema, aunque también incorporando como instrumento principal un bajo fretless, con canciones de mayor duración y letras cada vez más personales. Asimismo, esta nueva etapa en la música de Jandek muestra un espíritu más experimental, como queda de manifiesto en álbumes como Where Do You Go From Here? y Maze of the Phantom, que incorporan elementos del jazz y del ambient, respectivamente.
Sumados a estos álbumes han aparecido, de manera alternada, lanzamientos en vivo, grabados con bandas en directo, discos con un sonido considerablemente distinto al tradicional de Jandek.
Jandek posee una base de fanáticos pequeña pero devota, que incluye a bandas y artistas como Sonic Youth, Bill Callahan, Mike Watt, John Darnielle (de The Mountain Goats), Low, Ben Gibbard (de Death Cab for Cutie), Matt Cameron (de Pearl Jam), Bright Eyes y Calvin Johnson (fundador de K Records).

## En los medios
Jandek sólo ha dado dos entrevistas telefónicas en toda su carrera, la primera de las cuales fue realizada en 1985 por el también músico outsider John Trubee para un artículo en la revista Spin. En ella, Jandek sostuvo haber tenido formación musical previa, y refutó una reseña en la revista OP que afirmaba que "¡parece que nunca afina su guitarra!", ante lo cual Smith respondió que de hecho sí lo hace, aunque usualmente en afinaciones ideadas por él mismo. Su artículo en Spin fue la primera gran cobertura mediática de Jandek; sumado a lo anterior, cuando se acercaba el fin de la década, la revista lo proclamó uno de los Artistas Más Importantes de los Ochenta en una edición especial.
La segunda entrevista con Jandek fue realizada por el experto en música outsider Irwin Chusid, quien, adicionalmente, atrajo algo de atención a la figura del músico al incorporar un registro de su contacto con Corwood Industries en su libro Songs in the Key of Z: The Curious World of Outsider Music, el que además incluía un disco con una canción de Ready for the House, luego de que Jandek se comunicara con Chusid ante su solicitud de información.
Años después, la periodista Katy Vine, de la revista Texas Monthly, localizó al "representante de Corwood" y dio cuenta de su experiencia en la edición de agosto de 1999. A pedido de Jandek, Vine mantuvo en secreto su nombre y dirección.
En 2004 Unicorn Stencil Productions lanzó un documental sobre Jandek, llamado Jandek on Corwood, el cual fue dirigido por Chad Freidrichs y producido por Freidrichs Fehler y Paul Fehler. Entre los extras del DVD se encuentra la grabación completa y sin editar de la entrevista de John Trubee para Spin. Nadie de Corwood Industries aparece en pantalla, pero el sello sugirió a varias de las personas entrevistadas para la cinta, incluyendo a Katy Vine y los críticos musicales Phil Milstein y Gary Pig Gold. La recomendación de Vine por parte de Corwood es considerada una prueba de la legitimidad de la entrevista en Texas Monthly.
En octubre del mismo año, Jandek sorprendió a la escena alternativa al presentarse en vivo por, presumiblemente, primera vez en su historia. Tras esto, ha habido numerosas apariciones en vivo, la mayoría de las cuales han sido grabadas y posteriormente publicadas por Corwood en formato CD, sumándose a los álbumes en estudio de Jandek. De este modo, en el último tiempo Corwood ha editado más discos de Jandek que nunca en su historia, lanzando, por ejemplo, 5 álbumes sólo en 2005. Un registro a destacar es la versión en video de Glasgow Sunday –primera presentación en vivo de Jandek–, publicada en el verano de 2006 en formato DVD, el primero lanzado por Corwood.
En marzo de 2007, Duality of Self, una grabación del concierto de Jandek en Toronto en septiembre de 2006, fue estrenada en el festival de música SXSW. Producido por Colin Brunton, Jim Mauro, Gary Topp y el "representante de Corwood", el registro de dos horas fue dirigido por Brunton y editado por Ryan Noth, usando un equipo de cinco cámaras.

## Discografía
Esta es la discografía de Corwood Industries, sello que lanza sólo discos de Jandek.
| - 0739: Ready for the House (1978) - 0740: Six and Six (1981) - 0741: Later On (1981) - 0742: Chair Beside a Window (1982) - 0743: Living in a Moon So Blue (1982) - 0744: Staring at the Cellophane (1982) - 0745: Your Turn to Fall (1983) - 0746: The Rocks Crumble (1983) - 0747: Interstellar Discussion (1984) - 0748: Nine-Thirty (1985) - 0749: Foreign Keys (1985) - 0750: Telegraph Melts (1986) - 0751: Follow Your Footsteps (1986) - 0752: Modern Dances (1987) - 0753: Blue Corpse (1987) - 0754: You Walk Alone (1988) - 0755: On the Way (1988) - 0756: The Living End (1989) - 0757: Somebody in the Snow (1990) - 0758: One Foot in the North (1991) - 0759: Lost Cause (1992) - 0760: Twelfth Apostle (1993) - 0761: Graven Image (1994) - 0762: Glad to Get Away (1994) - 0763: White Box Requiem (1996) - 0764: I Woke Up (1997) - 0765: New Town (1998) - 0766: The Beginning (1999) - 0767: Put My Dream on This Planet (2000) - 0768: This Narrow Road (2001) - 0769: Worthless Recluse (2001) - 0770: I Threw You Away (2002) - 0771: The Humility of Pain (2002) - 0772: The Place (2003) - 0773: The Gone Wait (2003) - 0774: Shadow of Leaves (2004) - 0775: The End of It All (2004) - 0776: The Door Behind (2004) - 0777: A Kingdom He Likes (2004) - 0778: When I Took That Train (2005) | - 0779: Glasgow Sunday (2005) - 0780: Raining Down Diamonds (2005) - 0781: Khartoum (2005) - 0782: Khartoum Variations (2006) - 0783: Newcastle Sunday (2006) - 0784: What Else Does The Time Mean? (2006) - 0785: Glasgow Monday (2006) - 0786: Austin Sunday (2006) - 0787: The Ruins of Adventure (2006) - 0788: Manhattan Tuesday (2007) - 0789: Brooklyn Wednesday (2007) - 0790: The Myth of Blue Icicles (2008) - 0791: Glasgow Friday (2008) - 0792: Glasgow Sunday 2005 (2008) - 0793: London Tuesday (2008) - 0794: Skirting the Edge (2008) - 0795: Hasselt Saturday (2009) - 0796: Helsinki Saturday (2009) - 0797: Not Hunting For Meaning (2009) - 0798: Portland Thursday (2009) - 0799: What Was Out There Disappeared (2009) - 0800: Camber Sands Sunday (2009) - 0801: Bristol Wednesday (2010) - 0802: Canticle of Castaway (2010) - 0803: Toronto Sunday (2010) - 0804: Chicago Wednesday (2010) - 0805: Where Do You Go From Here? (2011) - 0806: Seattle Friday (2011) - 0807: Indianapolis Saturday (2012) - 0808: Maze of the Phantom (2012) - 0809: Atlanta Saturday (2012) - 0810: Richmond Sunday (2012) |